# Harry Smith Parkes
Harry Smith Parkes (24 de febrero de 1828 - 22 de marzo de 1885) fue un diplomático británico que ejerció como embajador y cónsul general del Reino Unido ante el Imperio de Japón de 1865 a 1883, ante el Imperio chino de 1883 a 1885, y ante el Reino de Corea en 1884. La calle Parkes de Kowloon, Hong Kong, lleva su nombre.
Parkes desarrolló toda su carrera diplomática en el lejano oriente, y fue testigo de las dos guerras del Opio. Su papel como cónsul británico en Cantón durante el Incidente del Arrow fue crucial para el estallido de la segunda guerra del Opio. 

## Primeros años
Parkes nació en Birchill Hall, en la parroquia de Bloxwich en Staffordshire, Inglaterra. Su padre, Harry Parkes, era el fundador de Parkes, Otway & Co., una empresa metalúrgica. Su madre murió cuando él tenía cuatro años, mientras que su padre falleció en un accidente de carruaje al año siguiente en 1833. Vivió con su tío, un oficial naval retirado, en Birminghamy se educó en un internado de Balsall Heath antes de ingresar en King Edward's School, Birmingham en mayo de 1838.

## Carrera en China (1841-64)

### Primera guerra del Opio
En junio de 1841, Parkes se embarcó hacia China para vivir con su prima, Mary Wanstall, que también era la esposa del misionero alemán Karl Gützlaff. Al llegar a Macao en octubre de 1841, se preparó para trabajar en la oficina de John Morrison, traductor de Sir Henry Pottinger, que era entonces el enviado y superintendente del comercio británico en China. Por aquel entonces, se libraba la primera guerra del Opio (1839-42) entre los británicos y el Imperio Qing.

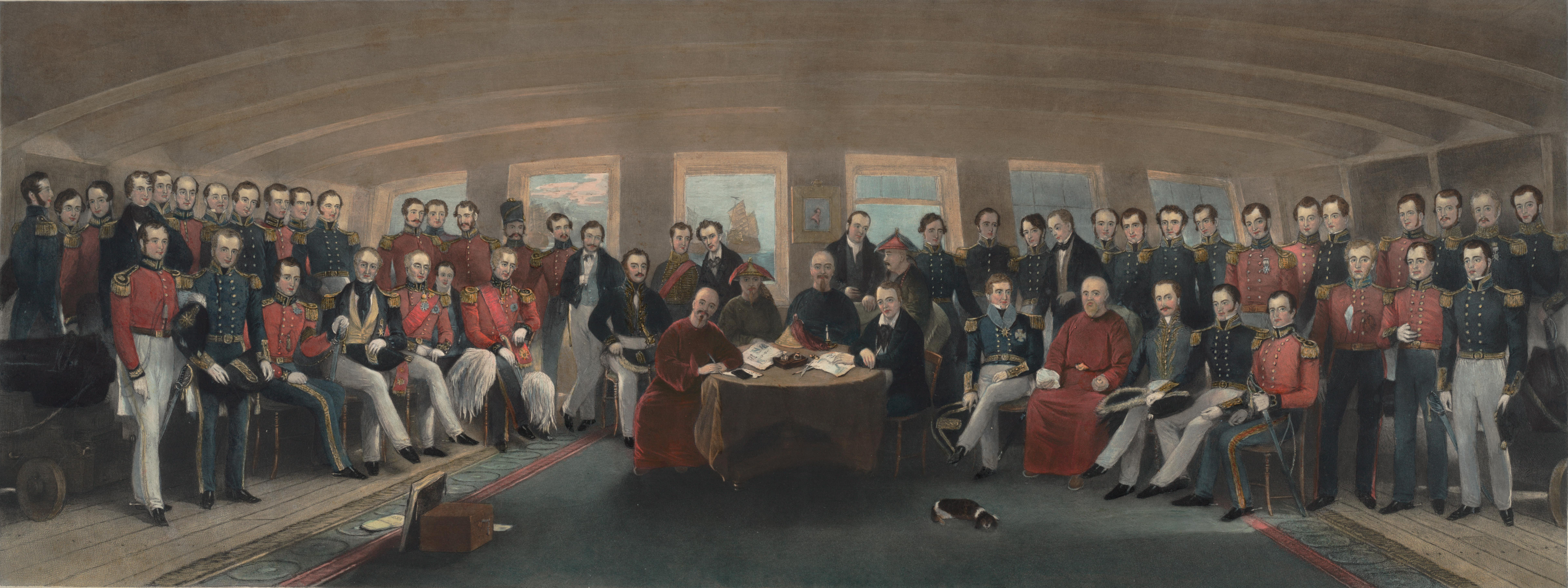
Firma del Tratado de Nankín en 1842 a bordo del HMS Cornwallis, que Parkes presenció.

Parkes aprendió los fundamentos de la lengua china y se unió a Morrison en Hong Kong en mayo de 1842. El 13 de junio, acompañó a Pottinger en una expedición por el río Yangtsé hasta Nankín. Fue testigo de la batalla de Chinkiang, la última gran batalla de la primera guerra del Opio, el 21 de julio. También estuvo presente en la firma del Tratado de Nankín a bordo del HMS Cornwallis el 29 de agosto.

### Traductor y cónsul en China
Entre septiembre de 1842 y agosto de 1843, Parkes trabajó como empleado a las órdenes de Karl Gützlaff, que fue nombrado magistrado civil en Zhoushan después de que los británicos ocuparan la isla. En agosto de 1843 aprobó el examen consular de chino en Hong Kong y al mes siguiente fue nombrado traductor en Fuzhou. Sin embargo, como hubo un retraso en la apertura del puerto de Fuzhou, en su lugar fue reasignado para servir en el consulado en Canton como asistente del Secretario Colonial de Hong Kong.
En junio de 1844, Parkes fue nombrado traductor en Amoy. En marzo de 1845, él y Rutherford Alcock (cónsul británico en Amoy) fueron trasladados a Fuzhou, donde fueron atacados el 4 de octubre por soldados chinos, que les arrojaron piedras. En junio de 1846, ayudó a Alcock a conseguir 46.163 dólares de las autoridades chinas en Fujian como compensación por las propiedades británicas saqueadas y destruidas durante un motín.
En agosto de 1846, Parkes y Alcock fueron trasladados a Shanghái, donde Parkes continuó ejerciendo de traductor de Alcock. Al año siguiente comenzó a estudiar la lengua japonesa. En marzo de 1848, acompañó al vicecónsul británico en Shanghái a Nankín para negociar el castigo de los chinos que asaltaron a tres misioneros británicos en Qingpu, Shanghái. Fue nombrado traductor en Shanghái el 9 de abril de 1848. Tras tomarse un periodo de permiso en Europa entre 1850 y 1851, regresó a China y continuó su servicio como traductor en Amoy, nombramiento que asumió en julio de 1849. El 21 de noviembre de 1851 fue destinado de nuevo a Cantón, a donde viajó en febrero del año siguiente. Durante su estancia en Cantón, actuó como cónsul interino durante la ausencia de Sir John Bowring. En agosto de 1853, fue puesto temporalmente a cargo del viceconsulado británico en Cantón.
Parkes fue nombrado cónsul británico en Amoy en 1854. En 1855, acompañó a Bowring a Siam como secretario conjunto de la misión diplomática para concluir un tratado comercial entre británicos y siameses. El tratado, conocido como Tratado Bowring, se firmó en Bangkok el 18 de abril. Parkes regresó entonces a Gran Bretaña con el Tratado Bowring para que fuera ratificado por el gobierno británico. Lo entregó el 1 de julio y fue recibido por la reina Victoria el 9 de julio. Pasó el resto del año ayudando a la Foreign Office con asuntos chinos y siameses. Intercambió el Tratado Bowring ratificado en Bangkok el 5 de abril de 1856 y llegó a Cantón en junio para ejercer de cónsul británico en funciones durante la ausencia de Alcock.

### Segunda guerra del Opio

#### Estallido de la guerra
La posición de Parkes como cónsul británico en funciones en Cantón le puso en contacto de nuevo con Ye Mingchen, el comisario imperial nombrado por el gobierno chino, y virrey de Liangguang. El conflicto entre ambos desembocó en el estallido de la segunda guerra del Opio (1856-60).

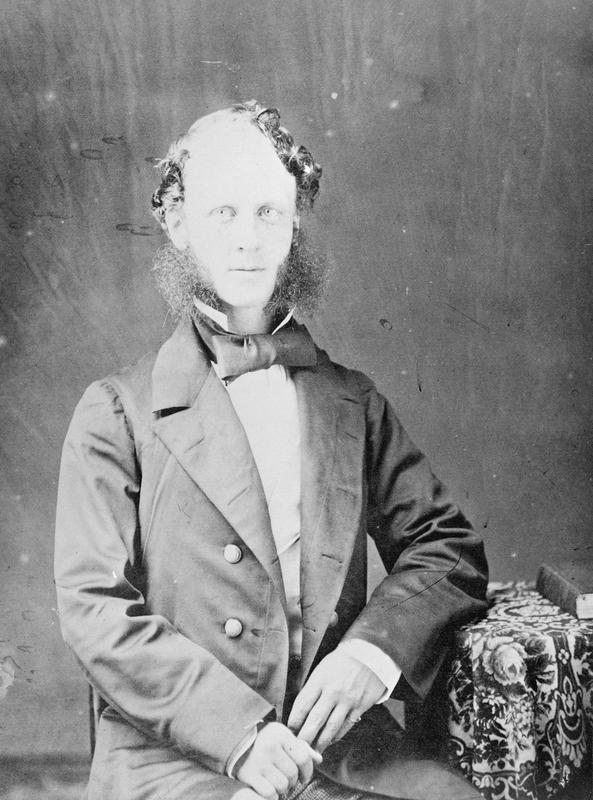
Parkes durante la segunda guerra del Opio, 1856-1860.

El 8 de octubre de 1856, el barco de propiedad china Arrow fue abordado por oficiales de la patrulla fluvial china cuando entraba en el puerto de Cantón, en el río de las Perlas, tras recibir información de que había varios piratas a bordo. Los oficiales chinos arrestaron a 12 marineros chinos y dejaron a dos al cuidado del buque. Siguiendo el relato del capitán del barco, un irlandés de veintiún años llamado Thomas Kennedy, Parkes alegó que la enseña británica había ondeado en el mástil del barco en ese momento, y protestó ante el virrey Ye por su retirada, que habría representado un insulto a Gran Bretaña. Ye respondió que el Arrow era propiedad de marineros chinos y estaba tripulado por ellos, y que la bandera no había ondeado en ese momento. Parkes persistió en su acusación de un insulto a la bandera británica, que consideró una violación de los derechos del tratado británico y denunció ante Sir John Bowring, el gobernador de Hong Kong.
Estudios posteriores han revelado discrepancias en el relato de Parkes sobre el supuesto insulto a la bandera británica. En primer lugar, los papeles del barco aún estaban en su poder en el momento del incidente, lo que significa que habría sido ilegal que el Arrow abandonara el puerto. Los capitanes británicos estaban obligados a entregar sus papeles al cónsul cuando llegaban y no se les permitía salir hasta que los hubieran recuperado, con los sellos correspondientes. Si el Arrow no hubiera estado a punto de abandonar el puerto, no habría habido ninguna razón para que sus colores, en circunstancias normales, estuvieran izados. Parkes alegó que el incidente tuvo lugar a las 8:30 de la mañana, hora en la que el consulado británico en Cantón no tenía prevista su apertura hasta una hora y media más tarde. Además, el capitán Kennedy admitió en su declaración ante Parkes del 9 de octubre de 1856 que había estado desayunando en otro barco llamado Dart en el momento del incidente, un relato que corroboraron sus compañeros de cena, John Leach y Charles Earl. Desamarrar el barco mientras Kennedy no estaba a bordo habría significado partir sin él. Según un periódico local, el capitán y la tripulación de una lorcha portuguesa cercana corroboraron la versión de los oficiales chinos de que en el Arrow no ondeaba ninguna bandera cuando fue abordado por la policía marítima.
Parkes exigió a Ye que liberara inmediatamente a los marineros detenidos y que se disculpara por el supuesto insulto a la bandera británica. Aunque el derecho británico a entrar en la ciudad de Cantón había sido establecido por el Tratado de Nankín en 1842, discrepancias entre la versión china e inglesa del tratado habían llevado a Ye a denegar el acceso de los británicos a la ciudad de Cantón, y a limitar sus movimientos al Distrito de las Trece Factorías. Bowring vio en el incidente del Arrow una oportunidad para hacer valer este derecho. La escalada deliberada del incidente hasta convertirlo en una guerra tenía como objetivo forzar la eliminación de los obstáculos británicos al comercio y la diplomacia en Cantón.
A instancias de Parkes, Bowring dirigió la escuadra británica a Cantón, y amenazó con bombardear la ciudad a menos que Ye capitulara. Como Ye se negó a capitular a pesar de la amenaza de represalias, la Royal Navy abrió una brecha en las murallas de Cantón el 29 de octubre, tras lo cual Parkes acompañó al almirante Michael Seymour. Parkes instó a Seymour a bombardear el yamen de Ye, pero los británicos no tenían tropas suficientes para ocupar permanentemente Cantón, pero mantuvieron buques de guerra en el río de las Perlas y situaron su artillería vigilando la ciudad. El 16 de diciembre, las fuerzas Qing incendiaron el asentamiento europeo a las afueras de la ciudad. Parkes se retiró a Hong Kong y pasó allí casi un año. Durante este tiempo, fue duramente criticado en el Parlamento. El 26 de febrero de 1857, Lord Malmesbury dijo en la Cámara de los Lores: "Si no fuera por las graves consecuencias implicadas en este asunto, no sé si alguna vez me he encontrado con algo que considerara más grotesco que la conducta del cónsul Parkes a lo largo de estas transacciones."

#### Batalla de Cantón
Los refuerzos británicos se reunieron en Hong Kong en noviembre de 1857 para preparar la guerra contra el Imperio Qing, bajo la dirección de James Bruce, 8.º conde de Elgin, que había sido nombrado Alto Comisionado y Ministro Plenipotenciario británico en China. Los británicos actuaron en coordinación con los franceses, que habían decidido participar en a la segunda guerra del Opio usando la muerte de Auguste Chapdelaine, un misionero francés en China, como excusa. 
Parkes, que estaba adscrito al Estado Mayor del almirante Seymour, formó parte del grupo de representantes anglo-franceses que entregaron un ultimátum a los oficiales Qing el 12 de diciembre. Cuando expiró el ultimátum, británicos y franceses bombardearon Cantón el 28 de diciembre y conquistaron la ciudad a finales de diciembre. Parkes se comportó de manera particularmente agresiva con el virrey Ye. Dirigió tropas por Cantón, persiguió a Ye Mingchen por las calles de la ciudad. George Wingrove Cooke informó de que Parkes disfrutaba especialmente humillando a Ye: "Ye era mi presa", dijo Parkes, y finalmente dio con él, en lo que en un informe llamó "un hombre muy gordo tratando de saltar el muro del extremo posterior" del yamen del virrey.Ye fue hecho prisionero, y tratado con inusitada crueldad: fue enviado a la India, donde moriría de inanición dos años después, para escándalo del público europeo.
El 9 de enero de 1858, Bogui fue restituido nominalmente por el gobierno Qing como virrey de Cantón, pero en realidad la ciudad estaba gobernada por una comisión europea formada por dos ingleses (uno de ellos era Parkes) y un oficial de la marina francesa. Parkes era el líder del trío porque era el único de ellos que sabía hablar chino. La comisión estableció un tribunal, administró una fuerza policial y reabrió el puerto el 10 de febrero. Aunque el Tratado de Tianjin se firmó el 26 de junio, las autoridades Qing de Cantón mantuvieron su hostilidad hacia los europeos durante todo el año 1858. Incluso movilizaron milicias y pusieron una gran recompensa por la cabeza de Parkes. Parkes fue nombrado Compañero de la Orden del Baño (CB) por la reina Victoria el 6 de diciembre de 1859.

#### Campaña de Pekín
El 25 de junio de 1859, con el ataque británico a los fuertes de Taku junto al río Hai en Tianjin se reanudaron las hostilidades entre los bandos anglo-francés y de la Qing. El 6 de julio, Parkes fue requerido para unirse a Lord Elgin en el mar de Bohai. Parkes zarpó el 21 de julio y fue nombrado secretario chino de Elgin junto a Thomas Wade.
El 1 de agosto de 1860, como agregado del general James Grant, Parkes fue enviado a Beitang, Tianjin, para tomar posesión del fuerte evacuado y realizar algunos reconocimientos durante el avance hacia los fuertes de Taku. Tras el exitoso asalto al fuerte principal del norte el 21 de agosto, colaboró en las negociaciones para la rendición de las restantes posiciones chinas en los fuertes. Tres días más tarde, llegó a Tianjin, donde organizó el aprovisionamiento de las fuerzas anglo-francesas y se entrevistó con los comisionados imperiales Qing. Al enterarse de que los comisionados imperiales no tenían poderes plenipotenciarios del emperador Xianfeng, como creían en un principio, las tropas británicas y francesas avanzaron hacia el Tongzhou, cerca de la capital, Pekín. De hecho, el emperador había huido a Rehe y dejado a su hermano el príncipe Gong como encargado de la defensa de Pekín; los comisarios con los que se entrevistó Parkes eran enviados de Gong, no del gobierno de Xianfeng. 
Parkes y una delegación –entre cuyos miembros se encontraban Henry Loch (secretario privado de Lord Elgin) y Thomas Bowlby (periodista de The Times)– viajaron por delante del ejército anglo-francés para negociar con los oficiales Qing en Tungchow los días 14 y 17 de septiembre. Tras algunas negociaciones, consiguieron llegar a un acuerdo para que el ejército anglo-francés se trasladara a una posición situada a unos 8 kilómetros de Tungchow. El 18 de septiembre, Parles abandonó Tungchow para marcar el emplazamiento del campamento británico propuesto, pero regresó para protestar ante los oficiales Qing cuando vio que una fuerza militar Qing se reunía en el lugar. Tras recibir una respuesta hostil, él y la delegación intentaron regresar al cuartel general británico, pero fueron detenidos por soldados Qing al mando del general Sengge Rinchen. Tras su captura, Parkes fue escoltado a Pekín junto con Loch, Nal Singh (un sowar sij) y dos soldados franceses. En Pekín, él y Loch fueron conducidos al Ministerio de Justicia, donde fueron encarcelados y torturados.
El 29 de septiembre, por orden del príncipe Gong, Parkes y Loch fueron trasladados fuera de la prisión a un alojamiento más cómodo en un templo, donde se les presionó para que intervinieran en las negociaciones entre el bando anglo-francés y el Qing. Parkes se negó a hacer promesas o a dirigir gestiones a lord Elgin. El 8 de octubre, Parkes, Loch y otros seis miembros de la delegación fueron liberados de su cautiverio, poco antes de que el gobierno Qing recibiera una orden del emperador Xianfeng, que se refugiaba en el complejo montañoso de Chengde, para que fueran ejecutados. El 18 de octubre, en represalia por la tortura y muerte de los demás miembros de la delegación, Elgin ordenó a las tropas británicas y francesas que quemaran el Antiguo Palacio de Verano del Imperio Qing, en el noroeste de Pekín.

### Eventos posteriores a la segunda guerra del Opio
Tras la firma de la Convención de Pekín el 18 de octubre de 1860, Parkes regresó a su puesto en Cantón en enero de 1861 y gestionó la cesión de Kowloon, Hong Kong, al Reino Unido. El Tratado de Tianjin había abierto las tres ciudades portuarias chinas de Zhenjiang, Jiujiang y Hankou al comercio exterior. Entre febrero y abril de 1861, Parkes acompañó al vicealmirante James Hope en una expedición a lo largo del río Yangtsé para establecer consulados en las tres ciudades e intentar llegar a un acuerdo con los Rebeldes Taiping, que por entonces controlaban Nankín.
Parkes regresó a Pekín en abril de 1861, pero en junio volvió a viajar a Nankín para reunirse con los líderes rebeldes Taiping. El 21 de octubre, británicos y franceses devolvieron el control de Cantón al gobierno Qing, con lo que Parkes cesó en sus funciones de comisionado británico en Cantón. Parkes viajó a Shanghái en noviembre y se reunió de nuevo con los rebeldes Taiping en Ningbo en diciembre. En enero de 1862 regresó a Inglaterra, donde las historias sobre su breve cautiverio en China durante la segunda guerra del Opio le habían hecho famoso. El 19 de mayo de 1862, la reina Victoria le concedió la Orden del Baño por sus servicios. Parkes abandonó Inglaterra en enero de 1864 y llegó el 3 de marzo a Shanghái, donde asumió el cargo de cónsul para el que había sido nombrado previamente el 21 de diciembre de 1858. En 1864 fue elegido presidente de la Sección del Norte de China de la Real Sociedad Asiática, resucitando a la moribunda sociedad.

## Carrera en Japón (1865-83)

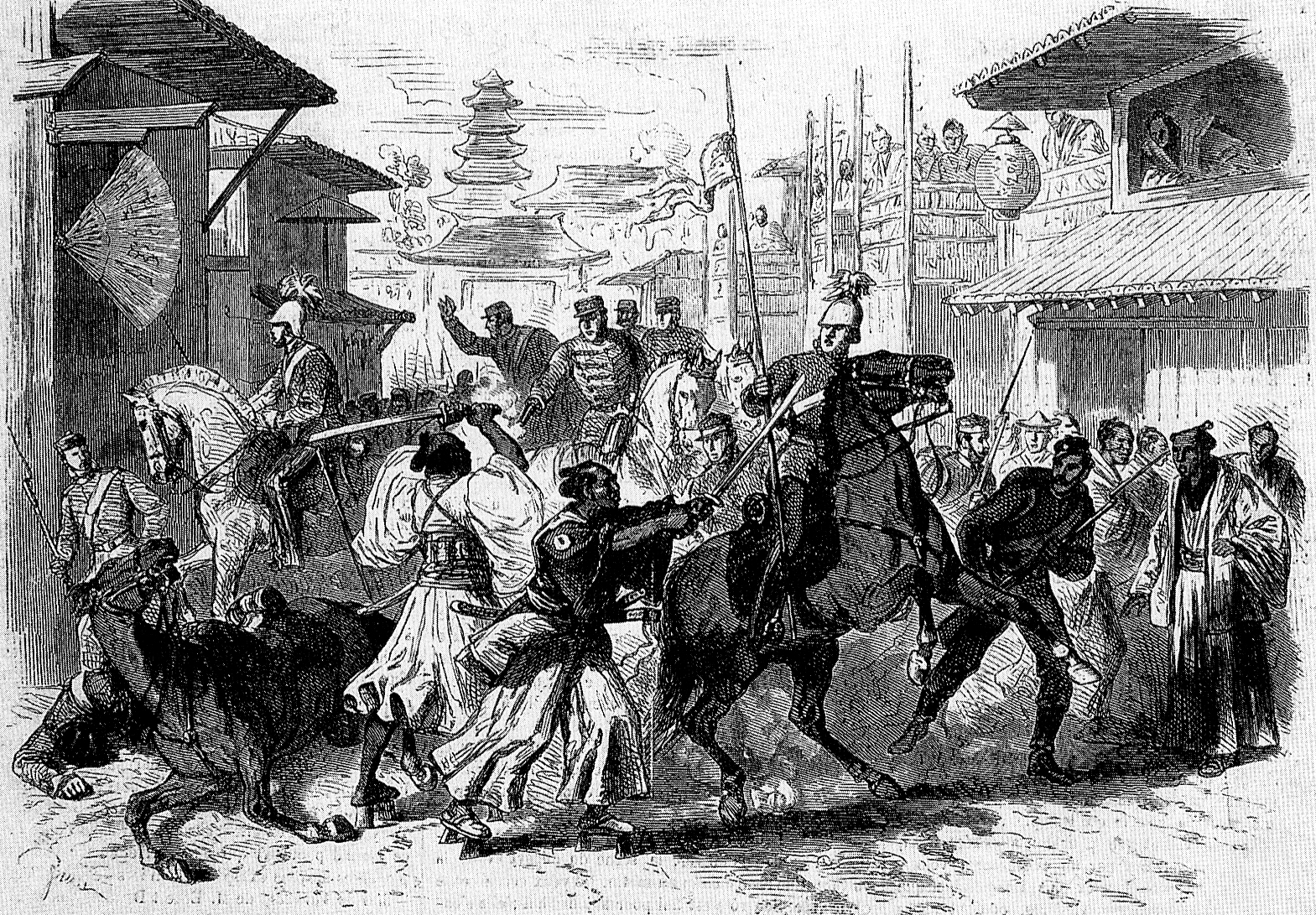
Ataque a la delegación de Sir Harry Smith Parkes ante el Emperador Meiji, 23 de marzo de 1868

En mayo de 1865, durante un viaje a los puertos del río Yangtsé, Parkes recibió una notificación para que sucediera a Rutherford Alcock como "Enviado Extraordinario y Ministro Plenipotenciario de Su Majestad y Cónsul General en Japón". Una de sus tareas fue asegurar la aprobación de la Corte Imperial de Kioto para el Tratado de Amistad Anglo-Japonés de 1854 y el Tratado de Amistad y Comercio Anglo-Japonés de 1858.
Durante este turbulento periodo Bakumatsu, Parkes siguió una política de neutralidad entre el shogunato Tokugawa y las fuerzas pro-imperiales, con la esperanza de una resolución pacífica de la crisis. Debido a su apoyo a los reformistas, fue señalado y tratado con amarga hostilidad por los reaccionarios, que intentaron asesinarlo en tres ocasiones distintas. El derrocamiento del shogunato y la subsiguiente Guerra Boshin le pillaron por sorpresa, pero continuó con la política de neutralidad británica. El 22 de mayo de 1868 presentó sus credenciales al emperador Meiji, convirtiendo así a Gran Bretaña en la primera potencia extranjera en reconocer oficialmente al nuevo gobierno Meiji.
A lo largo de sus 18 años en el cargo, Parkes contribuyó decisivamente a traer un gran número de asesores extranjeros británicos para entrenar a la Armada Imperial Japonesa y construir infraestructuras modernas, como faros, un sistema telegráfico y un ferrocarril entre Tokio y Yokohama.
Dirigió la misión británica de forma que animó a los miembros subalternos a investigar y estudiar Japón en mayor profundidad. Ernest Satow y William George Aston se beneficiaron de ello para convertirse en prolíficos estudiosos de los estudios japoneses.
Durante su estancia en Japón, la esposa de Parkes se dio a conocer, en 1867, como la primera mujer no japonesa en ascender al monte Fuji. Cayó enferma y murió en Londres en noviembre de 1879 mientras preparaba el regreso de su familia. Aunque se le llamó urgentemente por telégrafo, Parkes no consiguió llegar a Londres hasta cuatro días después de su muerte. Escribió a Frederick Victor Dickins: "Ella esperaba hasta el final que yo hubiera llegado a tiempo. Ahora tengo seis hijos a mi cargo, y difícilmente podré reemplazarla en esa tarea, mientras que la Legación habrá perdido ese espíritu brillante y bueno al que debía toda la atención que poseía".

### Informe y colección de periódicos japoneses
En 1869, el primer ministro William Gladstone solicitó a la embajada británica en Japón un informe sobre el washi' (papel japonés) y la fabricación de papel. Parkes y su equipo de personal consular llevaron a cabo una minuciosa investigación en diferentes ciudades, y después publicaron un informe gubernamental, Informes sobre la fabricación de papel en Japón, y produjeron una colección de más de 400 hojas de papel hecho a mano. Las partes principales de esta colección se encuentran en el Laboratorio de Conservación de Papel del Victoria and Albert Museum, y en la Colección de Botánica Económica del Royal Botanic Gardens, Kew.En 1879, Kew envió muestras duplicadas a Glasgow, Sydney, Melbourne y Adelaida, pero se han perdido. La colección de papel de Parkes es importante porque se documentó con precisión el origen, el precio, el método de fabricación y la función de cada papel.

## Carrera en Corea (1883-84)
Tras haber representado a los británicos en las negociaciones que condujeron al Tratado de "Amistad, Comercio y Navegación", firmado en el Palacio Kyongbok de Seúl el 26 de noviembre de 1883, Parkes fue nombrado embajador en Corea en 1884. El nuevo tratado entró en vigor en abril de 1884, tras lo cual Parkes regresó a Seúl para intercambiar ratificaciones.

## Fallecimiento
Parkes murió de malaria el 21 de marzo de 1885 en Pekín. El 8 de abril de 1890, el Duque de Connaught inauguró una estatua de Parkes en el Bund de Shanghái, donde permaneció hasta que fue retirada durante la Ocupación japonesa de Shanghái en la segunda guerra sino-japonesa. Hay un monumento conmemorativo en su honor en la Catedral de San Pablo.

## Familia
Durante su estancia en Inglaterra, Parkes conoció a Fanny Plumer, nieta de Thomas Plumer, canciller de Inglaterra, en casa de un amigo común. "Era una muchacha hermosa", escribió un amigo sobre ella, "alta, bien proporcionada y agraciada, su colorido rico y suave, sus rasgos expresaban sensibilidad y el poder de una emoción cálida; sus ojos castaños oscuros estaban llenos de inteligencia y hablaban con seriedad. Poseía en gran medida el poder de fascinación que caracterizaba a toda su familia". Tras seis semanas de noviazgo, Parkes y Plumer se casaron el día de año nuevo de 1856 en St Lawrence's Church, Whitchurch. La pareja abandonó Inglaterra el 9 de enero.
Fanny Parkes es conocida por ser la primera mujer no japonesa, y posiblemente la primera mujer, que escaló el monte Fuji los días 7 y 8 de octubre de 1867. Murió de una enfermedad en octubre de 1879.
La hija mayor de Parkes, Marion Parkes, se casó con James Johnstone Keswick de la familia Keswick, los controladores de Jardine Matheson, empresa fundada por los narcotraficantes británicos William Jardine y James Matheson y que estuvo muy involucrada en las Guerras del Opio. Su segunda hija, Mabel Desborough Parkes, se casó con Egerton Levett, capitán la Marina Real. Murió tras caerse del caballo en 1890.

## Obras y escritos
En un resumen estadístico derivado de los escritos por y sobre Parkes, OCLC/WorldCat abarca aproximadamente 20 obras en más de 30 publicaciones en cuatro idiomas y más de 400 fondos bibliotecarios.
- Observations on Mr. P.P. Thoms' rendering of the Chinese word ... Man. (1852)
- Expediente relativo a la misión de Harry Parkes a Bangkok en 1856 de los Archivos del Ministerio de Asuntos Exteriores, Londres por Harry Parkes (1856)
- Los documentos incluyen dos cartas relativas a los preparativos para una visita a Bradford y otras ciudades manufactureras británicas por parte de la embajada Iwakura de Japón, y un programa de un banquete en honor de la embajada; dos cartas a William Lockhart, misionero médico británico, sobre la rebelión en Nanjing, la situación en Cantón, el diplomático americano Peter Parker, el éxito británico en Pekín, y el encarcelamiento de Parkes y su séquito; y una carta personal.